# Andreas Antonopoulos
Andreas M. Antonopoulos (nacido en 1972) es un defensor del bitcoin greco-británico. Es presentador en el podcast Let's Talk Bitcoin y profesor en el programa de maestría de Moneda digital de la Universidad de Nicosia.

## Primeros años
Antonopoulos obtuvo el grado en Ciencias de la Computación, Comunicación de Datos y Computación Distribuida de la University College de Londres. Dio servicios de consultoría a diversas empresas en torno a temas de código abierto y redes abiertas en 1990.
Es autor de más de doscientos artículos publicados en forma impresa y distribuidos en todo el mundo.
Como socio de Nemertes Research, Antonopoulos investigó la seguridad informática, afirmando que la mayor amenaza para la seguridad informática no eran los hackers experimentados, sino los sistemas demasiado complejos que resultaban de un cambio rápido en los negocios.

## Relación con Bitcoin
En 2012 Antonopoulos se enamoró de bitcoin. Eventualmente abandonó su trabajo como consultor independiente y comenzó a hablar en conferencias sobre bitcoins, empezó a realizar consultoría en torno a Bitcoin para nuevas empresas, así como a escribir artículos en torno a bitcoin sin remuneración económica.
De acuerdo a su podcast, Antonopoulos es consultor en varias startups relacionadas con bitcoin. Se desempeñó como jefe del comité contra la pobreza de la Fundación Bitcoin hasta 2014, cuando renunció citando la falta de transparencia de la fundación como razón de su renuncia.
En enero de 2014, Antonopoulos se unió a Blockchain.info como director de seguridad (Chief Security Officer, CSO por sus siglas en inglés). En septiembre de 2014 dejó el puesto de CSO y se convirtió en asesor del consejo de Blockchain.info.
Antonopoulos criticó abiertamente la plataforma de exchange de bitcoins Mt. Gox en abril de 2013, llamándolo "un riesgo sistémico para Bitcoin, una trampa mortal para los comerciantes y un negocio dirigido por ignorantes". En febrero de 2014, después del cierre del exchange Mt. Gox, Antonopoulos publicó un análisis adicional, a los ya publicados hasta aquel entonces, acerca del colapso y su posterior efecto sobre el ecosistema Bitcoin.
En abril de 2014, Antonopoulos organizó una campaña de recaudación de fondos para Dorian Nakamoto, quien fue identificado en un artículo de Newsweek como Satoshi Nakamoto (el creador de bitcoin). La forma en cómo se redactó y expuso la investigación realizada en el artículo fueron controversiales y de polémica entre periodistas y miembros de la comunidad de Bitcoin. La campaña de recaudación de fondos, organizada por Antonopoulos, estaba destinada a ayudar a Nakamoto después de la atención, poca privacidad y daño a su vida personal que recibió como resultado del artículo publicado en el Newsweek. La campaña recaudó un total de 50 bitcoins, siendo equivalente a un valor de $23,000 USD en aquel momento.
El 8 de octubre de 2014, Antonopoulos habló frente al Comité de Banca y Comercio del Senado de Canadá para abordar las preguntas de los senadores sobre cómo regular el bitcoin en dicho país. En su testimonio, advirtió a los senadores en contra de una regulación prematura del bitcoin, diciendo «esperen hasta que la tecnología sea mejor entendida por todos nosotros, hay muchas aplicaciones basadas en este modelo, que de regularlo sofocaría la tecnología en sus comienzos».
En marzo de 2016, Antonopoulos lanzó la primera edición del libro Mastering Bitcoin, en versión impresa y en línea.

### Donación de Bitcoins
En diciembre de 2017, donaciones no solicitadas que sumaban un total de 100 bitcoins (alrededor de $ 1.3 millones en aquel momento), fueron enviados a Antonopoulos por parte de más de mil seguidores de su trabajo. Esto, después de que  el inversionista Roger Ver realizara una publicación en Twitter el 5 de diciembre cuestionando los fondos que Antonopoulos tendría en bitcoin, dado los convincentes discursos que este ha dado sobre el bitcoin desde 2012, si este hubiera invertido $300USD en el año 2012; esto luego de que Antonopoulos declarara en un tuit que no era un millonario de bitcoin.
Según los informes, Adam Back comenzó la efusión de apoyo al tuitear: "si 'tipo de señal' puede obtener un comienzo significativo a partir de sugerencias deberíamos tratar de encontrar una manera para que la comunidad financie a Antonopoulos a la posición de hodler". Erik Voorhees continuó apoyando a Antonopoulos al decir: "Si alguna vez aprendió, participó, usó o se benefició de Bitcoin de alguna manera, por favor done a Andreas".
Antonopoulos dijo que estaba profundamente conmovido después de la gran cantidad de apoyo, diciendo: «Las palabras son mi oficio, pero esta noche estoy sin palabras».

## Presentaciones y apariciones
Todos los videos a continuación se publican bajo una Licencia de Atribución de Creative Commons.
| Title                                                     | Location                                                                                | Date                     |
| --------------------------------------------------------- | --------------------------------------------------------------------------------------- | ------------------------ |
| The Joe Rogan Experience, #446                            | The Joe Rogan Experience, #446                                                          | 27 de enero de 2014      |
| The Joe Rogan Experience, #490                            | The Joe Rogan Experience, #490                                                          | 22 de abril de 2014      |
| What is bitcoin?                                          | Disrupt Startup ScaleUP, Athens, Greece                                                 | 23 de noviembre de 2014  |
| The Joe Rogan Experience, #581                            | The Joe Rogan Experience, #581                                                          | 1 de diciembre de 2014   |
| Dumb Networks, Innovation and the Festival of the Commons | O’Reilly Radar: Bitcoin & the Blockchain: Realities, Risks, Rewards, San Francisco, USA | 27 de enero de 2015      |
| Bitcoin is Punk Rock                                      | Wired Money: Beyond Bitcoin, London, UK                                                 | 8 de julio de 2015       |
| Peer-to-Peer Money in a Historical Context                | Reinvent.Money, Rotterdam, The Netherlands                                              | 26 de septiembre de 2015 |
| Bitcoin Scaling                                           | Institute of Cryptoanarchy, Prague, Czech Republic                                      | 22 de marzo de 2016      |
| The Joe Rogan Experience, #844                            | The Joe Rogan Experience, #844                                                          | 7 de septiembre de 2016  |
| The Stories We Tell About Money                           | bitcointalk, Mumbai, India                                                              | 26 de marzo de 2017      |
| Open Blockchains for Cashless Developed Economies         | Blockchain Day, Oslo, Norway                                                            | 25 de abril de 2017      |
| Delivering Liberty at Scale                               | Bitcoins in Bali, Bali, Indonesia                                                       | 27 de junio de 2017      |
| Introduction to the Internet of Money                     | Internetdagarna, Stockholm, Sweden                                                      | 20 de noviembre de 2017  |